# Scott Speedman
Robert Scott Speedman (London, 1975. szeptember 1. –) brit–kanadai színész. 
Legismertebb a szerepe Ben Covington a Felicity című televíziós drámasorozatban, de fontosabb alakításai voltak az Animal Kingdom és A Grace klinika című műsorokban is.
A mozivásznon Michael Corvint formálta meg az Underworld (2003) és az Underworld: Evolúció (2006) című horrorfilmekben.

## Fiatalkora és tanulmányai
1975. szeptember 1-én született Londonban, Mary (születési nevén Campbell) általános iskolai tanárnő és futóbajnok, valamint Roy Speedman (1944-1999) áruházi beszerző gyermekeként. Nővére, Tracey 2016. február 8-án halt meg rákban. Négyéves korában családjával együtt Torontóba költözött. Versenyszerűen úszott, és az Earl Haig Secondary School immár megszűnt tehetségkutató programjába vett részt. A Kanada ifjúsági úszó válogatott tagjaként kilencedik lett az 1992-es olimpiai válogatón. Nem sokkal később nyaksérülést szenvedett, és kénytelen volt felhagyni a sporttal. Hogy az atlétikán kívül másra is koncentrálhasson, Speedman a színészet iránt kezdett érdeklődni. Ezt követően a Torontói Egyetemen és a York Egyetemen folytatta tanulmányait.

## Filmográfia

### Film
| Év   | Magyar cím                                  | Eredeti cím                      | Szerep                           | Magyar hang           |
| ---- | ------------------------------------------- | -------------------------------- | -------------------------------- | --------------------- |
| 1996 |                                             | Can I Get a Witness? (rövidfilm) | ismeretlen szerep                |                       |
| 1997 |                                             | Kitchen Party                    | Scott                            |                       |
| 2000 | Tuti duók                                   | Duets                            | Billy Hannon                     | Forgács Péter         |
| 2000 | Tuti duók                                   | Duets                            | Billy Hannon                     | Posta Victor          |
| 2002 | Dark Blue                                   | Dark Blue                        | Bobby Keough                     | Dolmány Attila        |
| 2003 | Az élet nélkülem                            | My Life Without Me               | Don                              | Czvetkó Sándor        |
| 2003 | Underworld                                  | Underworld                       | Michael Corvin                   | Dolmány Attila        |
| 2004 | A 24. napon                                 | The 24th Day                     | Tom                              | Csík Csaba Krisztián  |
| 2005 | XXX 2 – A következő fokozat                 | xXx: State of the Union          | Kyle Steele ügynök               | Schmied Zoltán        |
| 2006 | Underworld: Evolúció                        | Underworld: Evolution            | Michael Corvin                   | Csőre Gábor           |
| 2007 |                                             | Weirdsville                      | Dexter                           |                       |
| 2007 | A gyilkolás művészete                       | Anamorph                         | Carl Uffner                      | Bede-Fazekas Szabolcs |
| 2008 | Imádat                                      | Adoration                        | Tom                              |                       |
| 2008 | Hívatlanok                                  | The Strangers                    | James Hoyt                       | Varga Rókus           |
| 2010 | Barney és a nők                             | Barney's Version                 | Boogie                           | Dolmány Attila        |
| 2010 |                                             | The Last Rites of Ransom Pride   | Ransom Pride                     |                       |
| 2010 | Jó szomszédok                               | Good Neighbours                  | Spencer                          | Bozsó Péter           |
| 2011 |                                             | The Moth Diaries                 | Mr. Davies                       |                       |
| 2011 | Edwin Boyd                                  | Citizen Gangster                 | Edwin Boyd                       | Dolmány Attila        |
| 2012 | Underworld: Az ébredés                      | Underworld: Awakening            | Michael Corvin (archív felvétel) | Dévai Balázs          |
| 2012 | Fogadom                                     | The Vow                          | Jeremy                           | Dolmány Attila        |
| 2014 |                                             | Barefoot                         | Jay Wheeler                      |                       |
| 2014 | A fogoly                                    | The Captive                      | Jeffrey Cornwall                 | Dolmány Attila        |
| 2014 | Gyermekek a sötétből                        | Out of the Dark                  | Paul Harriman                    | Dolmány Attila        |
| 2014 |                                             | October Gale                     | William                          |                       |
| 2016 |                                             | The Monster                      | Roy                              |                       |
| 2016 | Underworld – Vérözön                        | Underworld: Blood Wars           | Michael Corvin (archív felvétel) |                       |
| 2019 | A város élén                                | Run This Town                    | Michael                          |                       |
| 2021 | Best Sellers: Hogyan készítsünk bestsellert | Best Sellers                     | Jack Sinclair                    | Dolmány Attila        |
| 2022 | Késői virágzás                              | Sharp Stick                      | Vance Leroy                      | Dolmány Attila        |
| 2022 | A jövő bűnei                                | Crimes of the Future             | Lang Dotrice                     | Jászberényi Gábor     |
| 2024 |                                             | Cellar Door                      | John                             |                       |

### Televízió
| Év          | Magyar cím                      | Eredeti cím                               | Szerep                   | Megjegyzések                                        |
| ----------- | ------------------------------- | ----------------------------------------- | ------------------------ | --------------------------------------------------- |
| 1995        | Kung fu – A legenda folytatódik | Kung Fu: The Legend Continues             | Cam Nillson              | 1 epizód                                            |
| 1995        |                                 | Nancy Drew                                | Ned Nickerson            | 5 epizód                                            |
| 1995        |                                 | Net Worth                                 | újonc                    | tévéfilm                                            |
| 1996        | Libabőr                         | Goosebumps                                | Madison rendőr           | 1 epizód                                            |
| 1996        | Egy gyorskorcsolyázó naplója    | A Brother's Promise: The Dan Jansen Story | Andy Gables              | tévéfilm                                            |
| 1996        |                                 | Giant Mine                                | Spanky Riggs             | tévéfilm                                            |
| 1997        | Halálos csend                   | Dead Silence                              | Stevie Cardy rendőrtiszt | - tévéfilm - magyar hangja: - Markovics Tamás       |
| 1997        |                                 | What Happened to Bobby Earl?              | Steve Talbert            | tévéfilm                                            |
| 1997        |                                 | Every 9 Seconds                           | Greg                     | tévéfilm                                            |
| 1998        | Az igaz bátorság – Két pár      | Rescuers: Stories of Courage: Two Couples | Patrick                  | tévéfilm                                            |
| 1998–2002   | Felicity                        | Felicity                                  | Ben Covington            | főszereplő                                          |
| 2012–2013   | Last Resort – A belső ellenség  | Last Resort                               | Sam Kendal               | főszereplő                                          |
| 2016–2018   | Animal Kingdom                  | Animal Kingdom                            | Barry "Baz" Blackwell    | főszereplő (1–3. évad)                              |
| 2018, 2021– | A Grace klinika                 | Grey's Anatomy                            | Dr. Nick Marsh           | - vendégszereplő (14. évad) - főszereplő (18. évad) |
| 2021        | Te                              | You                                       | Matthew Engler           | - visszatérő szerep - magyar hangja: - Papp Dániel  |
| 2024        | Teáscsésze                      | Teacup                                    | James Chenoweth          | - főszereplő - magyar hangja: - Zámbori Soma        |